# Titularbistum Treia
Treia ist ein Titularbistum der römisch-katholischen Kirche.
Es geht zurück auf das Bistum Treia mit Sitz in der gleichnamigen Stadt, die sich in der italienischen Region Marken befindet.
Am 17. Dezember 2022 wurde das Bistum Treia durch Papst Franziskus als Titularsitz wiedererrichtet und am 16. Juni 2023 erstmals vergeben.
| Titularbischöfe von Treia |                                                 |                       |               |     |
| Nr.                       | Name                                            | Amt                   | von           | bis |
| 1                         | Germano Penemote Titularerzbischof pro hac vice | Apostolischer Nuntius | 16. Juni 2023 |     |